# Брокдорф, Кай-Гуго фон
Кай-Гуго фон Брокдорф (нем. Cay-Hugo von Brockdorff) или Кай Брокдорф (нем. Cay Brockdorff; 9 февраля 1915 года, Шмаргендорф, Германия — 17 января 1999 года, Берлин, Германия) — немецкий скульптор, историк искусства, антифашист, член движения Сопротивления во время Второй мировой войны, член организации «Красная капелла».

## Биография
Кай-Гуго фон Брокфорд родился 9 февраля 1915 года в Шмаргендорфе, в Германии в семье судьи графа Людвига фон Брокдорфа (1881—1938) и его второй жены Эрики фон Шпальдинг (1892—1940). Он был внуком графа Кая-Лоренца фон Брокдорфа (1844—1921).
Окончил Государственную школу свободных и прикладных искусств в Берлин-Шарлоттенбурге, где учился у скульптора Вильгельма Герстеля и работал в качестве внештатного художника. Во время своей учёбы он познакомился с борцами сопротивления из группы, сформировавшейся под руководством скульптора Курта Шумахера в Академии художеств в Берлин-Шарлоттенбурге и связанной с организацией «Красная капелла».
В 1937 году женился на Эрике Шёнфельд, участнице движения Сопротивления в Германии. Вскоре у них родилась дочь Саския. В 1942 году из-за участия в акциях «Красной капеллы» Кай-Гуго был арестован на Восточном фронте, а затем приговорен к четырём годам тюремного заключения и зачислен в штрафной батальон. Его жену Имперский военный трибунал признал виновной в подстрекательстве к государственной измене и приговорил к высшей мере наказания. Во время войны Кай-Гуго попал в британский плен в Италии, и пробыл в нём до ноября 1946 года.
После Второй мировой войны в 1947-1949 годы служил секретарем по делам изобразительного искусства и музеев в немецкой администрации. В 1948 году женился на Еве Липпольд (1909—1994), урождённой Рутковской, писательнице и члене движения Сопротивления, с которой поселился в Цоссене. В 1950 году получил степень доктора философии.
В 1953 году стал первым редактором журнала в ГДР, посвящённого изобразительному искусству и издававшемуся Государственной комиссией по делам искусств и Ассоциацией художников Германии, но через год подал в отставку. После работал на административных должностях в музеях Дрездена и Берлина. Им был написан ряд книг посвящённых истории искусства: «СССР и дореволюционная русская живопись» (1953), «Немецкая живопись» (1954), «Финская графика» (1954).
Кай-Гуго фон Брокдорф умер 17 января 1999 года.